# Ciclismo nos Jogos Pan-Americanos de 2007 - Keirin masculino
A prova de keirin masculino foi um dos eventos do ciclismo de pista nos Jogos Pan-Americanos de 2007, no Rio de Janeiro. Foi disputada no Velódromo da Barra no dia 17 de julho com 10 ciclistas, cada um representando um país.

## Medalhistas
| Ouro   | COL Leonardo Narváez |
| Prata  | CAN Cam Mackinnon    |
| Bronze | ARG Leandro Botasso  |

## Resultados

### Primeira rodada
O livro de resultados não apresenta os dados da primeira rodada.

### Segunda rodada
Os três primeiros colocados em cada bateria avançaram a final e os demais avançariam para a disputa de 7º a 12º lugar, mas a etapa foi cancelada.
| Bateria 1 | Bateria 1           |
| Pos.      | Ciclista            |
| --------- | ------------------- |
| 1         | CAN Cam Mackinnon   |
| 2         | ARG Leandro Botasso |
| 3         | VEN Hersony Canelón |
| DSQ       | CUB Ahmed López     |

| Bateria 2 | Bateria 2               |
| Pos.      | Ciclista                |
| --------- | ----------------------- |
| 1         | USA Andy Lakatosh       |
| 2         | COL Leonardo Narváez    |
| 3         | BRA Davi Romeo          |
| 4         | GUA José Alberto Sochón |
| 5         | JAM Ricardo Lynch       |

### Final
| Pos.              | Ciclista             |
| ----------------- | -------------------- |
| Medalha de ouro   | COL Leonardo Narváez |
| Medalha de prata  | CAN Cam Mackinnon    |
| Medalha de bronze | ARG Leandro Botasso  |
| 4                 | BRA Davi Romeo       |
| 5                 | USA Andy Lakatosh    |
| 6                 | VEN Hersony Canelón  |